# Important Records
Important Records (IMPREC) – amerykańska niezależna wytwórnia płytowa założona w 2001 roku przez Johna Briena, z siedzibą w Groveland, Massachusetts. Katalog wytwórni obejmuje wiele gatunków (muzyka współczesna, noise, folk, rock awangardowy, drone, psychodeliczny rock, muzyka elektroniczna). Czynnikiem spajającym katalog Important Records jest dążenie do prezentacji odkrywczych zjawisk w muzyce, przez co wytwórnia zyskała sobie reputację jednej z najbardziej wpływowych.
Important Records wydało albumy m.in. Coil, Merzbow, Jozefa van Wissema, Jima Jarmuscha, Master Musicians of Bukkake, Duane Pitre, Eleh, Acid Mothers Temple czy Julii Kent. IMPREC jest także wydawcą awangardy muzycznej lat '60 i '70 XX wieku, m.in. Pauline Oliveros i pionierki muzyki elektronicznej Éliane Radigue.
Jedynym polskim artystą w katalogu Important Records jest Stefan Wesołowski. W 2013 nakładem IMPREC ukazał się jego album Liebestod.
W 2011 roku Important Records uruchomiło sublabel o nazwie Cassauna, wydający kasety magnetofonowe w ręcznie tworzonych opakowaniach.